# Enrique González
Enrique César González, né le 14 juillet 1982 à Ciudad Bolívar au Venezuela, est un lanceur droitier de baseball évoluant en Ligue majeure des saisons 2006 à 2011. 

## Carrière
Recruté comme agent libre amateur le 30 octobre 1998 par les Diamondbacks de l'Arizona, Enrique González fait ses débuts en Ligue majeure le 26 mai 2006. Lanceur partant à l'occasion d'une partie contre les Reds de Cincinnati, il reste six manches sur le monticule pour un point concédé pour sa première sortie en Majeure. González s'installe dans la rotation des lanceurs partants des D-Backs, jouant dix-huit parties comme partant. 
Après ces débuts prometteurs, il est affecté en Triple-A en 2007 chez les Tucson Sidewinders et ne fait qu'une seule apparition au plus haut niveau en relève au cours de cette saison. Il est réclamé au ballottage par les Nationals de Washington le 17 septembre 2007, puis passe chez les Padres de San Diego le 5 février 2008, toujours via un ballottage.
Devenu agent libre à l'issue de la saison 2008, il signe un contrat de ligues mineures chez les Red Sox de Boston le 10 décembre 2008. Durant cette intersaison, il est sélectionné en équipe du Venezuela et participe avec cette formation à la Classique mondiale de baseball 2009. Il joue trois matchs, dont un comme partant, pour une moyenne de points mérités parfaite de 0,00 en neuf manches et deux tiers.
Cantonné presque exclusivement aux ligues mineures au sein de l'organisation des Red Sox en 2009, González s'engage chez les Tigers de Détroit le 4 décembre 2009. Durant cet hiver, il joue en Ligue vénézuélienne avec les Tiburones de La Guaira, faisant quatorze apparitions comme lanceur partant, pour trois victoires, trois défaites et une moyenne de points mérités de 5,35. González fait 26 apparitions au monticule pour les Tigers en 2010 et 2011.

## Statistiques
| Saison | Équipe    | G  | GS | CG | SHO | V | D | SV | IP    | SO | ERA   |
| ------ | --------- | -- | -- | -- | --- | - | - | -- | ----- | -- | ----- |
| 2006   | Arizona   | 22 | 18 | 0  | 0   | 3 | 7 | 0  | 106.1 | 66 | 5,67  |
| 2007   | Arizona   | 1  | 0  | 0  | 0   | 0 | 0 | 0  | 1.0   | 0  | 13,50 |
| 2008   | San Diego | 4  | 0  | 0  | 0   | 1 | 0 | 0  | 3.1   | 1  | 10,80 |
| 2009   | Boston    | 2  | 0  | 0  | 0   | 0 | 0 | 0  | 3.2   | 1  | 10,80 |
| 2010   | Détroit   | 18 | 0  | 0  | 0   | 0 | 1 | 0  | 26.0  | 13 | 3,81  |
| Totaux | Totaux    | 47 | 18 | 0  | 0   | 4 | 8 | 0  | 141.1 | 81 | 5,54  |

Note : G = Matches joués ; GS = Matches comme lanceur partant ; CG = Matches complets ; SHO = Blanchissages ; 
V = Victoires ; D = Défaites ; SV = Sauvetages ; IP = Manches lancées ; SO = Retraits sur des prises ; ERA = Moyenne de points mérités.